# Anna Nifontova
Anna Nifontova (Cyrillisch: Анна Нифонтова) (17 oktober 1999) is een Wit-Russisch langebaanschaatsster. 
Als senior schaatste ze twee nationale records op de team-sprint en als junior zes individuele nationale records op de 500 en 1000 meter.
Op 4 december 2021 verbrak ze tijdens de Wereldbeker wedstrijden in  Salt Lake City het nationale record op de 500 meter, van Anzjelika Kotjoega, dat dateerde uit 2002.
Bij de Olympische Winterspelen van 2022 in Peking was Nifantova samen met Ihnat Halavatsjoek bij de openingsceremonie vlaggendrager namens Wit-Rusland. Nifantava werd negentiende op de 500m en trok zich terug voor deelname aan de 1000m. Nifantava nam niet deel aan het WK Sprint in 2022, omdat deelname door ISU werd verboden. Dit als onderdeel van sancties tegen Rusland en Wit-Rusland na de Russische invasie van Oekraïne. 

## Persoonlijke records[2]
| Afstand    | Tijd    | Datum            | Baan           |
| ---------- | ------- | ---------------- | -------------- |
| 500 meter  | 37,56   | 4 december 2021  | Salt Lake City |
| 1000 meter | 1.14,92 | 4 december 2021  | Salt Lake City |
| 1500 meter | 2.03,78 | 13 oktober 2019  | Inzell         |
| 3000 meter | 5.00,42 | 4 maart 2017     | Heerenveen     |
| 5000 meter | 9.05,20 | 24 december 2017 | Minsk          |

## Resultaten
| Jaar | EK Afstanden                     | WK afstanden       | EK Sprint                | WK Sprint                 | Olympische Spelen | WK Junioren                                 |
| ---- | -------------------------------- | ------------------ | ------------------------ | ------------------------- | ----------------- | ------------------------------------------- |
| 2017 |                                  |                    |                          |                           |                   | 21e 500m 30e 1000m                          |
| 2018 |                                  |                    |                          |                           |                   | 17e 500m 23e 1000m 32e 1500m                |
| 2019 |                                  |                    | 13e (13e, 13e, 12e, 13e) | 24e ( 23e, 26e, 20e, 24e) |                   | 13e 500m 15e 1000m 18e 1500m 27e massastart |
| 2020 | 9e 500m 13e 1000m                | 22e 500m           |                          | 22e (21e, 25e, 20e, 24e)  |                   |                                             |
| 2021 |                                  | 13e 500m 15e 1000m | 7e (9e, 8e, 7e, 6e)      |                           |                   |                                             |
| 2022 | 7e 500m · 13e 1000m · teamsprint |                    |                          |                           | 19e 500m          |                                             |

(#, #, #, #) = afstandspositie op sprinttoernooi (500m, 1000m, 500m, 1000m).